# Moderação (estatística)
Em estatística e análise de regressão, a moderação ocorre quando a relação entre duas variáveis depende de uma terceira variável. A terceira variável é chamada de variável moderadora ou simplesmente moderadora.  O efeito de uma variável moderadora é caracterizado estatisticamente como uma interação;  ou seja, uma variável categórica (por exemplo, sexo, etnia, classe) ou quantitativa (por exemplo, nível de recompensa) que afeta a direção e/ou força da relação entre variáveis dependentes e independentes. Especificamente dentro de uma estrutura de análise correlacional, um moderador é uma terceira variável que afeta a correlação de ordem zero entre duas outras variáveis, ou o valor da inclinação da variável dependente na variável independente. Em termos de análise de variância (ANOVA), um efeito moderador básico pode ser representado como uma interação entre uma variável independente focal e um fator que especifica as condições adequadas para sua operação. 

## Exemplo

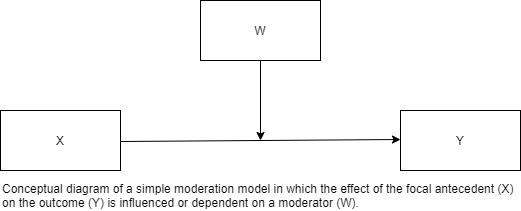
Diagrama conceitual de um modelo de moderação simples em que o efeito do antecedente focal (X) no resultado (Y) é influenciado por ou dependente de um moderador (W).

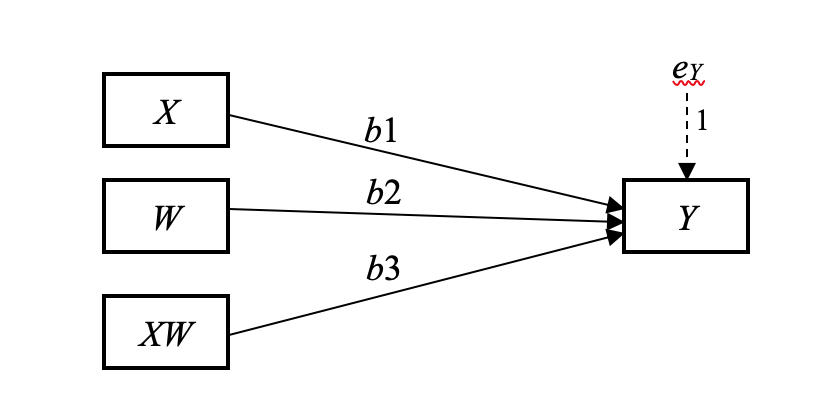
Um diagrama estatístico de um modelo de moderação simples.

A análise de moderação nas ciências comportamentais envolve o uso de análise de regressão linear múltipla ou modelagem causal.  Para quantificar o efeito de uma variável moderadora em análises de regressão múltipla, regredindo a variável aleatória Y sobre X, um termo adicional é adicionado ao modelo. Este termo é a interação entre X e a variável moderadora proposta. 
Assim, para uma resposta Y e duas variáveis x1 e variável moderadora x2:
{\displaystyle Y=b_{0}+b_{1}x_{1}+b_{2}x_{2}+b_{3}(x_{1}\times x_{2})+\varepsilon \,}
Neste caso, o papel de x2 como variável moderadora é realizado pela avaliação de b3, a estimativa do parâmetro para o termo de interação.  Veja regressão linear para uma discussão de avaliação estatística de estimativas de parâmetros em análises de regressão.

## Multicolinearidade na regressão moderada
Na análise de regressão moderada, um novo preditor de interação ({\displaystyle x_{1}x_{2}}) é calculado. No entanto, o novo termo de interação será correlacionado com os dois principais termos de efeitos usados para calculá-lo. Este é o problema da multicolinearidade na regressão moderada. A multicolinearidade tende a fazer com que os coeficientes sejam estimados com maiores erros padrão e, portanto, com maior incerteza.
A centralização da média (subtrair as pontuações brutas da média) pode reduzir a multicolinearidade, resultando em coeficientes de regressão mais interpretáveis.  No entanto, isso não afeta o ajuste geral do modelo.

## Sondagem post-hoc de interações
Como na análise simples do efeito principal na ANOVA, na sondagem post-hoc de interações na regressão, estamos examinando a inclinação simples de uma variável independente nos valores específicos da outra variável independente. Abaixo está um exemplo de sondagem de interações bidirecionais. No que segue, a equação de regressão com duas variáveis A e B e um termo de interação A*B,
{\displaystyle Y=b_{0}+b_{1}A+b_{2}B+b_{3}A*B+\varepsilon }
Será considerado. 

### Duas variáveis independentes categóricas
Se ambas as variáveis independentes forem variáveis categóricas, podemos analisar os resultados da regressão para uma variável independente em um nível específico da outra variável independente. Por exemplo, suponha que tanto A quanto B sejam variáveis codificadas com dummy (0,1), e que A represente a etnia (0 = americanos europeus, 1 = asiáticos orientais) e B represente a condição no estudo (0 = controle, 1 = experimentais). Em seguida, o efeito de interação mostra se o efeito da condição na variável dependente Y é diferente para americanos europeus e asiáticos do leste e se o efeito do status étnico é diferente para as duas condições. O coeficiente de A mostra o efeito da etnia em Y para a condição de controle, enquanto o coeficiente de B mostra o efeito de imposição da condição experimental para os participantes europeus americanos.
Para investigar se há alguma diferença significativa entre europeus americanos e asiáticos do leste na condição experimental, podemos simplesmente executar a análise com a variável de condição codificada reversa (0 = experimental, 1 = controle), de modo que o coeficiente de etnia represente  efeito da etnia em Y na condição experimental. Da mesma forma, se quisermos ver se o tratamento tem efeito para os participantes do Leste Asiático, podemos reverter o código da variável etnia (0 = Leste Asiático, 1 = Europeu-Americanos).

### Uma variável independente categórica e uma contínua
Se a primeira variável independente é uma variável categórica (por exemplo, sexo) e a segunda é uma variável contínua (por exemplo, pontuação na Escala de Satisfação com a Vida (SWLS)), então b1 representa a diferença na variável dependente entre homens e mulheres quando satisfação de vida é zero. No entanto, uma pontuação zero na Escala de Satisfação com a Vida não tem sentido, pois o intervalo da pontuação é de 7 a 35. É aqui que entra a centralização. Se subtrairmos a média da pontuação SWLS para a amostra da pontuação de cada participante, a média da pontuação SWLS centrada resultante é zero. Quando a análise é executada novamente, b1 agora representa a diferença entre homens e mulheres no nível médio da pontuação SWLS da amostra.

### Duas variáveis independentes contínuas
Se ambas as variáveis independentes forem contínuas, é útil para a interpretação centralizar ou padronizar as variáveis independentes, X e Z. (A centralização envolve subtrair a pontuação média geral da amostra da pontuação original; a padronização faz o mesmo seguido pela divisão pelo desvio padrão geral da amostra). Ao centralizar ou padronizar as variáveis independentes, o coeficiente de X ou Z pode ser interpretado como o efeito daquela variável sobre Y no nível médio da outra variável independente. 